# Seleção Tcheca de Rugby Union
A Seleção Tcheca de Rugby Union é a equipe que representa a República Tcheca em competições internacionais de Rugby Union.

## História
A Seleção Tcheca de Rugby Union estreou em jogos internacionais em 1993, após a Checoslováquia ser desmembrado em dois países, República Tcheca e Eslováquia. A estreia da equipe tcheca foi em 15 de maio de 1993, quando perdeu para a Andorra, por 6 a 3. Atualmente, compete na divisão 2B do Torneio Europeu das Nações.
A República Tcheca tentou a classificação para a Copa do Mundo logo no ano seguinte. Nas eliminatórias, entrou ao lado de Países Baixos, Suécia e Israel. No primeiro jogo, perdeu de 42 a 6 para os Países Baixos, mas após vencer a Suécia e o Israel, conseguiu chegar à segunda fase, mas ficou de fora da Copa de 1995 quando perdeu novamente para a Holanda e caiu diante da Itália, desta vez por 108 a 8, sua maior derrota até hoje. Em 1997, tentou mais uma vez se classificar para a copa, agora para a edição de 1999. Na fase classificatória, conseguiu derrotar a seleção andorrana, mas foi derrotada pelas seleções da Alemanha, Espanha e Portugal, ficando de fora de mais uma Copa do Mundo. Em 2001, fez uma campanha impecável na primeira fase das Eliminatória para a Copa do Mundo de Rugby Union de 2003, mas caiu na segunda fase diante da seleção russa, após uma vitória histórica sobre os Países Baixos por 54 a 12. Em 2004, a República Tcheca jogou o Torneio Europeu das Nações 2004-2006, que servia como classificatória para a edição da Copa de 2007, conseguindo derrotar seleções como Ucrânia e Rússia, mas perdendo para a Romênia, Geórgia e Portugal, que se classificaram para o mundial. Nas últimas eliminatórias, disputou o Torneio Europeu das Nações na divisão 2A, mas com 2 derrotas, um empate e 3 derrotas, ficou de fora da edição de 2011 na Nova Zelândia.

## Confrontos
Registro de confrontos contra outras seleções
| Adversário    | Jogos | Vitórias | Empates | Derrotas | Pontos feitos | Pontos sofridos | Aproveitamento (%) |
| ------------- | ----- | -------- | ------- | -------- | ------------- | --------------- | ------------------ |
| Alemanha      | 5     | 1        | 0       | 4        | 72            | 108             | 20%                |
| Andorra       | 3     | 2        | 0       | 1        | 104           | 26              | 66,6%              |
| Bélgica       | 4     | 2        | 1       | 1        | 102           | 73              | 62,5%              |
| Croácia       | 3     | 2        | 0       | 1        | 82            | 37              | 66,6%              |
| Dinamarca     | 2     | 2        | 0       | 0        | 81            | 16              | 100%               |
| Espanha       | 8     | 2        | 0       | 6        | 116           | 340             | 25%                |
| Geórgia       | 8     | 0        | 0       | 8        | 58            | 310             | 100%               |
| Israel        | 1     | 1        | 0       | 0        | 28            | 0               | 100%               |
| Itália        | 1     | 0        | 0       | 1        | 8             | 104             | 0%                 |
| Letônia       | 1     | 1        | 0       | 0        | 30            | 19              | 100%               |
| Moldávia      | 2     | 1        | 0       | 1        | 41            | 54              | 50%                |
| Países Baixos | 5     | 2        | 0       | 3        | 91            | 136             | 40%                |
| Polônia       | 8     | 4        | 1       | 3        | 184           | 161             | 56,2%              |
| Portugal      | 8     | 0        | 0       | 8        | 78            | 192             | 0%                 |
| Romênia       | 6     | 0        | 0       | 6        | 53            | 307             | 0%                 |
| Rússia        | 6     | 2        | 0       | 4        | 73            | 220             | 33,3%              |
| Suécia        | 2     | 1        | 0       | 1        | 41            | 37              | 50%                |
| Suíça         | 2     | 2        | 0       | 0        | 54            | 24              | 100%               |
| Ucrânia       | 6     | 4        | 0       | 2        | 184           | 69              | 66,6%              |
| Total         | 81    | 29       | 2       | 50       | 1480          | 2333            | 37,03%             |